# Forest City (Illinois)
Forest City es una villa ubicada en el condado de Mason en el estado estadounidense de Illinois. En el Censo de 2010 tenía una población de 246 habitantes y una densidad poblacional de 181,61 personas por km².

## Geografía
Forest City se encuentra ubicada en las coordenadas 40°22′20″N 89°49′57″O / 40.37222, -89.83250. Según la Oficina del Censo de los Estados Unidos, Forest City tiene una superficie total de 1.35 km², de la cual 1.35 km² corresponden a tierra firme y (0%) 0 km² es agua.

## Demografía
Según el censo de 2010, había 246 personas residiendo en Forest City. La densidad de población era de 181,61 hab./km². De los 246 habitantes, Forest City estaba compuesto por el 99.59% blancos, el 0% eran afroamericanos, el 0.41% eran amerindios, el 0% eran asiáticos, el 0% eran isleños del Pacífico, el 0% eran de otras razas y el 0% pertenecían a dos o más razas. Del total de la población el 0% eran hispanos o latinos de cualquier raza.